# Örups almskog
Örups almskog, kärr och ängar är ett naturreservat i Tomelilla kommun i Skåne län.
Området är naturskyddat sedan 2005 och är 23 hektar stort. Reservatet ligger i anslutning till Örups slott. Fram till 1979 hade skogen varit orörd under lång tid. Då angrep almsjukan, och flertalet almar dog. Söder om skogen finns kalkfuktäng och kalkkärr.